# Emanuele Birarelli
Emanuele Birarelli, född 8 februari 1981 i Senigallia, är en italiensk volleybollspelare. Birarelli blev olympisk silvermedaljör i volleyboll vid sommarspelen 2016 i Rio de Janeiro.